# Número de teléfono de tarificación adicional
Un número de teléfono de tarificación adicional es todo aquel número de teléfono cuyo coste es superior al de una llamada a un abonado a la red telefónica. Se caracteriza, entre otras cosas, porque ninguna compañía telefónica lo incluye en su régimen de tarifa plana, debiendo el abonado asumir su coste por separado a la tarifa plana que hubiere contratado.
El beneficio obtenido de las llamadas se reparte entre la operadora de telefonía y la empresa que es llamada.
Los teléfonos de tarificación adicional se suelen diferenciar por comenzar por una numeración concreta, la cual puede determinar el coste final de la llamada.

## Prefijos de teléfonos de tarificación adicional de España
Anteriormente, estos números tenían el prefijo 903; luego se sumó el 906 y, desde entonces, el 903 había que solicitarlo expresamente. En la actualidad, es la Secretaría de Estado de Telecomunicaciones y para la Sociedad de la Información, quien declara cuales son los prefijos que entran en esta categoría, en razón de la existencia de una facturación superior al coste del servicio de comunicaciones electrónicas y en interés de una especial protección de los derechos de los usuarios (artículo 1.e del Real Decreto 899/2009, de 22 de mayo, por el que se aprueba la carta de derechos del usuario de los servicios de comunicaciones electrónicas (Publicado en el BOE n.º 131, de 30/05/2009).
Recientemente se han cambiado los prefijos a 80x (803, 806, 807) y en el caso de los de mayor coste, es necesario solicitar su activación para poder usarlos. Los de menor coste por defecto están activados para su uso, pero puede solicitarse su desactivación. Además, existen los 907, teléfonos de acceso a Internet con tarificación adicional que se encuentran desactivados por defecto.
La clasificación de los números es:
- 905: servicios de televoto y llamadas masivas.
- 803: contactos y eróticos. Servicios para adultos.
- 806: ocio y entretenimiento. Tarot, concursos de TV u otros medios.
- 807: servicios profesionales. Psicólogos en línea, médicos, ...
- 907: acceso a Internet con tarificación adicional.

Con la cuarta cifra, la primera después del prefijo, se indica el coste de la llamada; cuanto mayor es el número más cara es la llamada. De todos modos, el coste de la llamada será indicado de forma clara al momento de anunciarse el teléfono y con una locución de 20 segundos al inicio de la llamada (excepto a los 905, que tienen un tratamiento diferente), sin que haya retribución para el llamado por estos 20 segundos (se cobra la tarifa soporte). Además, la factura debe detallar la identidad de la empresa.
Los números telefónicos con prefijo 905 también son considerados números de tarificación adicional según lo dispuesto en la legislación vigente que entró en vigor el 12 de enero de 2009.[cita requerida]
Estos teléfonos han producido mucha polémica debido a estafas y facturas de miles de euros. Actualmente se está considerando que los servicios de tarot y adivinación pueden resultar claramente engañosos ya que no ofrecen los resultados que anuncian. De hecho, muchos de los trabajadores que atienden las líneas no son adivinadores, y los mejores candidatos para estos trabajos (los 80x) suelen ser actores.
Desde 2013 se han detectado prácticas abusivas por parte de algunos operadores, que aplican de manera unilateral una tarificación adicional a números telefónicos que no tienen ninguno de los anteriores prefijos, bajo el pretexto de que el usuario los utiliza como pasarela para conectarse con otras redes (por ejemplo www.vodafone.es --> legal y regulatorio/tarifas/tarificación especial). Estas prácticas presuntamente abusivas ya han sido denunciadas.